# Billy Falcon
William "Billy" Falcon, född 13 juli 1956 i Valley Stream, New York, är en musiker och låtskrivare. Han har gett ut ett antal album men också skrivit låtar för andra artister, bland annat Bon Jovi, Cher och Stevie Nicks. Bland hans mest kända låtar som artist är "Power Windows" från albumet Pretty Blue World (1991).

## Diskografi
Album
- Billy Falcon's Burning Rose (1977)
- Improper Attire (1979)
- Falcon Around (1980)
- Spark In The Dark (1986)
- Haunted Guitar (1988)
- Pretty Blue World (1991)
- Letters From A Paper Ship (1994)
- Songs About Girls (2003)
- Released (2004) (inspelad 1995)
- Made Man (2006)
- WHEN (2011)

EPs
- Priceless (1979) (under namnet "Billy Falcon Group")
- School of Hard Knocks (1983) (Billy & Myla)